# Angelica Adelstein-Rozeanu
Angelica Rozeanu (născută Adelstein) (n. 15 octombrie 1921, București, România – d. 21 februarie 2006, Haifa, Israel) a fost una din cele mai de succes jucătoare de tenis de masă din istoria acestui sport, fiind campioană mondială de șapte ori între anii 1950 - 1956 (de șase ori consecutiv la individual femei și în 1956 la dublu femei). A mai câștigat de trei titlul mondial la dublu femei, de trei ori la dublu mixt și de cinci ori cu echipa României pentru un total de 17 titluri mondiale. Această performanță o situează pe locul doi în topul celor mai valoroase jucătoare, ea fiind inclusă și în Guinness Book of Records.
A jucat tenis de masă de performanță  în România și în Israel, fiind campioană națională a ambelor țări.

## Biografie
Născută la București, într-o familie evreiască, a avut contact pentru prima oară cu tenisul de masă la vârsta de 8 ani. Pasionată, juca acasă mai ales cu prietenii fratelui ei. La 12 ani a câștigat în mod surprinzător Cupa României iar la doar 15 ani a devenit campioana națională a României, titlu pe care l-a deținut din 1936 până în 1939.
În 1938 a câștigat primul premiu internațional în Ungaria, apoi în 1939 a câștigat medalia de argint la dublu feminin și bronz în echipa României la campionatul mondial din Egipt.
Începând din 1940 însă familia a fost persecutată pe fond antisemit de regimul carlist, legionar și antonescian, toate bunurile și averea fiindu-le confiscate. Angelicăi i s-a interzis să mai intre în săli de sport și astfel s-a rupt de acest sport timp de 5 ani (1940-1945).
După schimbarea regimului, a reînceput să joace și din 1945 a câștigat consecutiv toate campionatele naționale până în 1957 și toate campionatele mondiale între 1950 și 1956. În 1953 a câștigat 4 medalii de aur la campionatele mondiale ținute la București, câștigând toate probele la care a participat.
Angelica Rozeanu a fost prima sportivă din România care a cucerit un titlu mondial (1950) și prima împreună cu Ella Zeller (la dublu feminin) care a cucerit un titlu european (1958).
A fost Președintele Comisiei de tenis de masă între 1950 și 1960. În 1955 a fost numită "Deputy of the Bucharest Municipality" (deputat al Municipiului București? sau al Primăriei București?).
Familia ei nu a dus-o bine nici pe vremea comunismului, fiind considerați burghezi și averea fiindu-le din nou confiscată. Deși a câștigat titluri naționale și apoi internaționale, Angelica a avut de suferit în mod repetat fiind discriminată și învinuită de origine "burgheză".

### Cea mai de succes jucătoare mondială la tenis de  masă
Angelica Rozeanu a fost campioană mondială la tenis de masă  în anii 1950 - 1955, o performanță rar întâlnită în lumea sportului, ea  căștigând singură de șase ori consecutiv campionatul mondial de tenis de masă, a șaptea oară câștigănd la dublu femei în 1956 cu Ella Constantinescu-Zeller. A căștigat și multe alte medalii la dublu feminin, dublu mixt și cu echipa României ajungând la un total de 29 de medalii la Campionatele Mondiale (17 de aur, 5 de argint si 7 de bronz) si 7 medalii la Campionatele Europene (1 aur, 3 argint, 3 bronz).
Rozeanu a fost ultima europeană  care a căștigat titlul mondial la tenis de masă, toate câștigătoarele de după ea fiind de origine asiatică. Este considerată cea mai de succes jucătoare de tenis de masă din istoria acestui sport. 
După căsătoria sa cu Lulu Rozeanu, ea și-a schimbat numele în Angelica Adelstein-Rozeanu. În urma încercării soțului de a pleca în Israel, Angelicăi i s-a propus să divorțeze și deși aceasta a vrut să rămână în țară i s-a interzis să mai participe la campionate mondiale. A fost apoi obligată să se angajeze ca redactor sportiv la România Liberă, unde a scris sub pseudonimul de Angela Holban.

### În Israel
În 1960 a plecat într-o vizită la o prietenă în Austria cu fiica și de acolo au plecat în Israel. A lăsat toate bunurile inclusiv trofeele și medaliile în locuința din România pentru a nu trezi suspiciunile autorităților, toate acestea fiindu-i confiscate, fratele și mama ei neputând salva nici măcar un album de poze. Cetățenia română i-a fost retrasă, apariția numelui și recunoașterea performanțelor au fost interzise iar numele ei a fost dat uitării în România.
În anii 1960, 1961, 1962 a fost campioana de tenis de masă a Israelului și a câștigat și alte titluri. Nici acolo nu i-a fost ușor, după retragerea din competiții fiind angajată ca antrenoare într-un club pentru un timp, apoi a lucrat într-o fabrică de calculatoare.
În întreaga sa viață sportivă, Angelica Adelstein-Rozeanu a căștigat un total impresionant de 17 medalii de aur și 12 medalii de argint și de bronz. A fost inclusă în 1998 în Guinness Book of Records ocupând locul doi în lume cu 17 titluri mondiale câștigate.

## Palmares sportiv
- Participări la Campionatele mondiale de tenis de masă:
  - 1937 la Baden, Austria: Locul 3 - dublu mixt (cu Geza Eros)
  - 1939 la Cairo, Egipt: Locul 2 - dublu femei (cu Sari Szasz-Kolozsvary), Locul 3 - cu echipa României
  - 1948 la Londra, Anglia: Locul 3 - simplu femei, Locul 4 - dublu mixt (cu Richard Bergmann), Locul 3 - cu echipa României
  - 1950 la Budapesta: Locul 1 - simplu femei, Locul 2 - dublu femei (cu Gizella Farkas, HUN), Locul 3 - dublu mixt (cu Ivan Andreadis), Locul 1 - cu echipa României
  - 1951 la Viena, Austria: Locul 1 - simplu femei, Locul 2 - dublu femei (cu Sári Száz-Kolozsváry), Locul 1 - dublu mixt (cu Bohumil Vana, TCH), Locul 1 - cu echipa României
  - 1952 la Bombay, India: Locul 1 - simplu femei, Locul 1 - dublu mixt (cu Ferenc Sidó, HUN), Locul 2 - cu echipa României
  - 1953 la București, România: Locul 1 - simplu femei, Locul 2 - dublu femei (cu Gizella Farkas, HUN), Locul 1 - dublu mixt (cu Ferenc Sidó, HUN), Locul 1 - cu echipa României
  - 1954 la Londra: Locul 1 - simplu femei, Locul 3 - dublu femei (cu Gizella Farkas, HUN)
  - 1955 la Utrecht, Olanda: Locul 1 - simplu femei, Locul 1 - dublu femei (cu Ella Constantinescu-Zeller), Locul 1 - cu echipa României
  - 1956 la Tokio, Japonia: Locul 1 - dublu femei (cu Ella Constantinescu-Zeller), Locul 1 - cu echipa României
  - 1957 la Stockholm, Suedia: Locul 3 - dublu femei (cu Helen Elliott, SCO), Locul 2 - cu echipa României

- Participări la Campionatele europene de tenis de masă:
  - 1958 la Budapesta: Locul 3 - simplu femei, Locul 1 - dublu femei (cu Ella Zeller), Locul 2 - cu echipa României
  - 1960 la Zagreb: Locul 1 - dublu femei (cu Maria Alexandru), Locul 3 - cu echipa României

- Campionatele naționale ale României:
  - Între 1936 - 1939: Locul 1 - simplu femei
  - Între 1945 - 1957: Locul 1 - simplu femei (între 1940 și 1945 nu a avut voie să participe)[5]

- Campionatele internaționale ale Ungariei:
  - 1954: Locul 1 - simplu femei, Locul 1 - dublu femei (cu Gizella Farkas)

- Alte turnee internaționale:
  - 1954, Suedia: Locul 1 - simplu femei, Locul 1 - dublu femei (cu Ella Zeller)
  - 1955, Suedia: Locul 1 - simplu femei, Locul 1 - dublu femei (cu Ella Zeller)
  - 1957, Suedia: Locul 2 - dublu femei (cu Ella Zeller), Locul 2 - dublu mixt (cu Tiberiu Harasztosi)

## Distincții
- Maestru Emerit al sportului - în 1954[9]
- Ordinul Muncii clasa a II-a (21 august 1954) „pentru merite deosebite pe tărîmul construcției de stat, economice, sociale și culturale, cu ocazia celei de a zecea aniversări a eliberării patriei noastre”[10]
- A fost decorată de patru ori cu "Ordinul Muncii"
- A fost inclusă în "Hall of Fame” a Federației Europene de Tenis în anul 1995.[9]
- A primit medalia Knesset-ului (parlamentul israelian) - 1997
- A primit titlul "Cetățean de onoare al orașului Haifa", Israel - 2001
- A primit ordinul "Meritul Sportiv" clasa I, cu o baretă la 18 martie 2004, "în semn de deosebită apreciere a meritelor avute la consolidarea și promovarea legăturilor culturale româno-israeliene, pentru contribuția statornică la menținerea în Israel a interesului și simpatiei pentru România" [11].